# Chen Yi (Kuomintang)

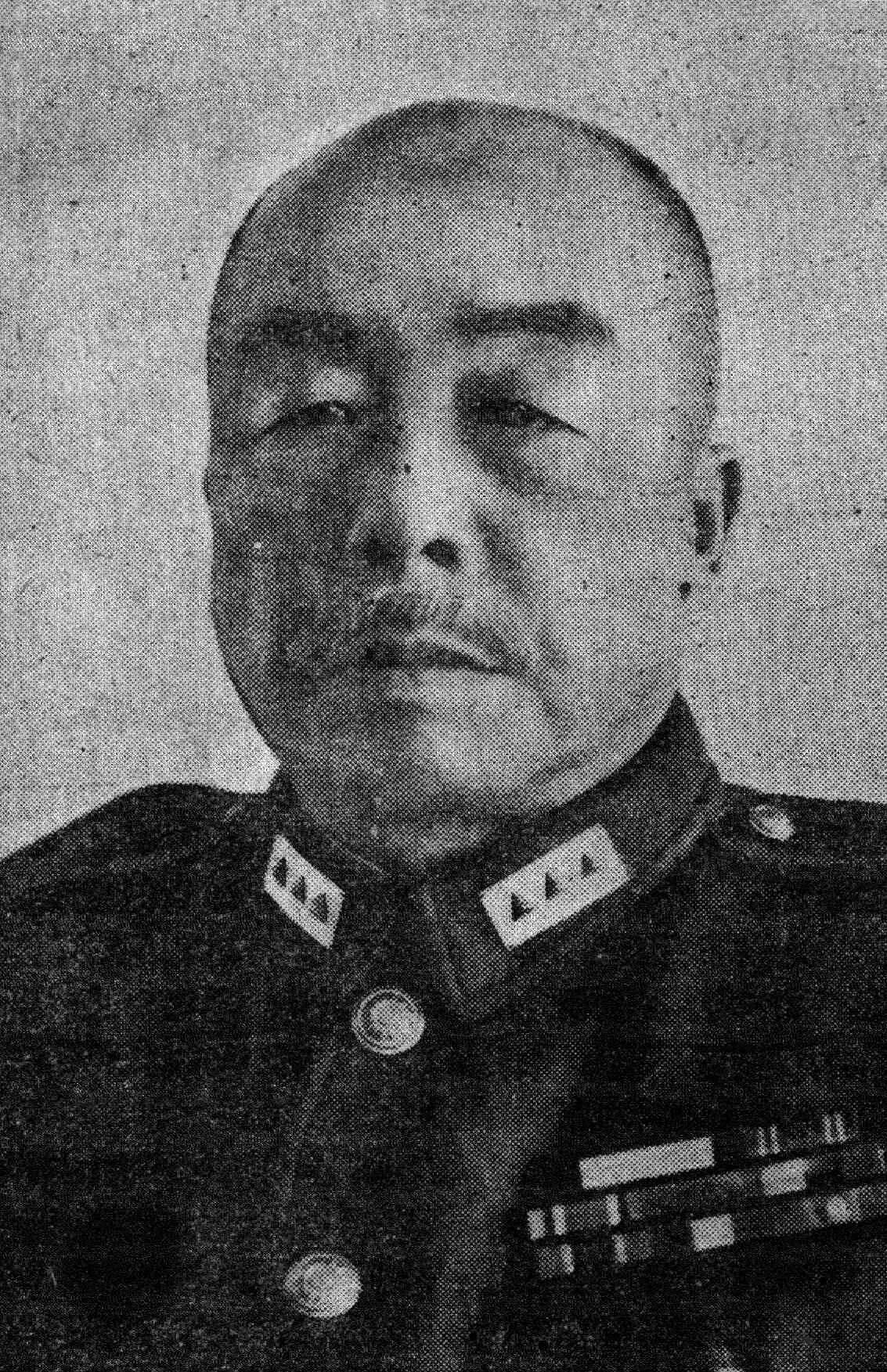
Chen Yi 1947

Chen Yi (chinesisch: 陳儀 Chén Yí; * 3. Mai 1883 in Shaoxing; † 18. Juni 1950 in Taipeh) war ein chinesischer Militär und Beamter, zwischen 1934 und 1941 Vorsitzender der Provinzregierung (省政府主席) von Fujian und von 1945 bis 1947 Verwaltungsoberhaupt (行政長官) und Garnisonskommandant (警備司令) der Provinz Taiwan. Er ist besonders für seine Rolle im Zusammenhang mit dem Zwischenfall vom 28. Februar 1947 in Taiwan und der gewaltsamen Niederschlagung des sich daran anschließenden Aufstands bekannt.

## Frühe Karriere
Chen Yi wurde gegen Ende der Qing-Dynastie im Jahr 1883 in Shaoxing, Provinz Zhejiang, geboren. Seinem Vater gehörte eine Geldverleih- und wechselstube. Nach einem Studium an der Qiushi-Akademie, einem Vorläufer der Universität Zhejiang, ging er 1902 nach Japan und studierte an der Tokioter Heeresoffizierschule. In dieser Zeit wurde er Mitglied der chinesischen Revolutionsbewegungen Guangfuhui und Tongmenghui, Vorläuferorganisationen der Kuomintang. 1907 erwarb er seinen Abschluss und kehrte ein Jahr später nach China zurück, wo er als Offizier in die kaiserliche Armee eintrat.
1911 nahm er an der Xinhai-Revolution teil und war einer der Vertreter Zhejiangs bei der Wahl Sun Yat-sens zum ersten Präsidenten der Republik China. Von 1912 bis 1914 war er Heeresminister in Zhejiang und danach bis 1916 Mitarbeiter im obersten Kommandostab in Peking. Dort gehörte er zu den Unterzeichnern einer Petition, die Präsident Yuan Shikai den Kaiserthron antrug. Nach Yuans Scheitern ging Chen erneut nach Tokio und studierte drei Jahre lang an der japanischen Heereshochschule.

## Aufstieg zum Provinzgouverneur
Zurück in China wurde Chen im Rang eines Generalleutnants in den strategischen Beraterstab des Präsidialamts aufgenommen und gehörte ihm bis 1924 an. Zeitweise war er als Aufsichtsratsvorsitzender der Provinziellen Chekiang-Industriebank tätig. Während der Warlord-Ära schloss sich Chen dem Warlord Sun Chuanfang an, wurde zum Kommandanten der Ersten Division der Armee in Zhejiang ernannt und hatte kurzzeitig das Amt des Gouverneurs von Zhejiang inne. 1927 lief Chen zur Nationalrevolutionären Armee Chiang Kai-sheks über, wurde zum Befehlshaber der 19. Armee ernannt und später in die Nationale Kommission für Armeeangelegenheiten der Kuomintang-Regierung aufgenommen.
1928 besuchte Chen Europa und verschaffte sich insbesondere einen Überblick über die deutsche Rüstungsindustrie. Zurück in China wurde er zum Leiter des Rüstungsamts im Armeeministerium ernannt, wo er sich in den folgenden Jahren auszeichnen konnte und zeitweise das Amt eines stellvertretenden Armeeministers innehatte. Im Jahr 1934 erreichte er den Höhepunkt seiner Karriere, als er zum Vorsitzenden der Provinzregierung (Gouverneur) von Fujian berufen wurde.
1935 wurde Chen Yi auf die von Japan kolonisierte Insel Taiwan entsandt, um die Ausstellung zum vierzigsten Jahrestag des japanischen Herrschaftsbeginns zu besuchen. Daneben verschaffte er sich einen Überblick über den Zustand der Kolonie und verfasste nach seiner Rückkehr einen Bericht darüber, in dem er seine Bewunderung zum Ausdruck brachte und die Anwendung japanischer Methoden in China befürwortete.
Nach dem Ausbruch des Zweiten Japanisch-Chinesischen Krieges erhielt Chen das Kommando über die 25. Heeresgruppe. Nach militärischen Misserfolgen und Misswirtschaftsvorwürfen wurde Chen 1941 als Gouverneur und Befehlshaber abberufen und folgte der sich zurückziehenden Regierung nach Chongqing, wo er als Generalsekretär und Vorsitzender des Evaluationskomitees des Exekutiv-Yuans (der Regierung) fungierte.

## Verwaltungsleiter und Oberkommandant von Taiwan

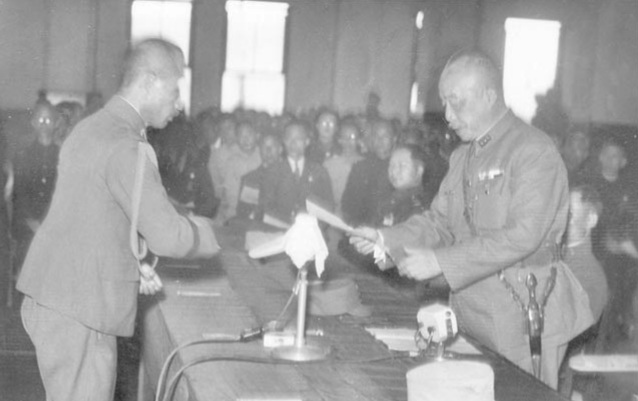
Japans letzter Generalgouverneur Andō (links) überreicht Chen Yi die Urkunde zur Übergabe Taiwans

Nach der Kapitulation Japans und dem Ende des Zweiten Weltkriegs ernannte Chiang Kai-shek Chen Yi, der als Japan- und Taiwankenner galt, zum Leiter der provisorischen Verwaltung und zum Oberkommandanten Taiwans. Am 25. Oktober 1945 nahm Chen auf einer Zeremonie in Taipeh die Urkunde zur Übergabe der Insel aus den Händen von Japans letztem Generalgouverneur Andō Rikichi entgegen.
Nach anfänglicher Begeisterung der Taiwaner über die Übernahme der Insel durch die Kuomintang ergaben sich bald Konflikte zwischen der Bevölkerung und den neuen Behörden. Korruption, Misswirtschaft, Inflation und Arbeitslosigkeit, dazu kulturelle Gegensätze zwischen vom chinesischen Festland eingewanderten Chinesen (Waishengren) und Einheimischen, erzeugten Spannungen, die sich im Zwischenfall vom 28. Februar 1947 und einem anschließend ganz Taiwan erfassenden Aufstand entluden.
Chen verhängte das Kriegsrecht, war jedoch gezwungen, mit dem von aufständischen Bürgern gegründeten Komitee zur Beilegung des 28.-Februar-Zwischenfalls zu verhandeln. In einer Radioansprache am 10. März ging er auf Forderungen des Bürgerkomitees ein und versprach Demokratisierung, die Miteinbeziehung von Taiwanern in die Verwaltung, den Rückzug der Armee und die Bestrafung korrupter Beamter. Insgeheim forderte er jedoch aus China Truppen zur Niederschlagung des Aufstands an.
Nach Ankunft der Verstärkung ging Chen mit Härte gegen die Aufständischen vor. Offiziellen Schätzungen zufolge wurden bis Mai 1947 zwischen 18.000 und 28.000 Taiwaner getötet. Chen wurde im April von seinem Posten als Verwaltungsleiter und Befehlshaber abgelöst.

## Die letzten Jahre
Nach seiner Entlassung kehrte Chen nach China zurück, wo er im Juni 1948 das Amt des Provinzvorsitzenden von Zhejiang übernahm. Da sich die Niederlage der Kuomintang im Chinesischen Bürgerkrieg abzeichnete, knüpfte er Kontakte zu den Kommunisten. Als er General Tang Enbo bewegen wollte, mit ihm zum Feind überzugehen, wurde er von Tang gemeldet, festgenommen und nach Taiwan eskortiert.  Im Mai 1950 ordnete Chiang Kai-shek das Militärgericht Taiwan an, Chen Yi unter dem Vorwurf der Spionage zum Tode zu verurteilen. Chen wurde am 18. Juni durch Erschießung in Taipeh hingerichtet.

## Bewertung
Chen Yi ist heute hauptsächlich für seine Rolle beim Zwischenfall vom 28. Februar 1947 bekannt.
In Taiwan schreiben ihm sowohl das pan-blaue Lager (Kuomintang) als auch das pan-grüne die Verantwortung für die Zustände, die zum Aufstand führten, als auch die gewaltsame Niederschlagung zu. Umstritten ist allerdings die Rolle der Kuomintang-Zentralregierung und Chiang Kai-sheks. Während die pan-blaue Seite die Schuld tendenziell weniger bei diesen, sondern bei Chen Yi sehen, vertritt die pan-grüne Seite die Meinung, dass Chiang Kai-shek als Staatschef große oder sogar die größte Verantwortung trage und Chen Yi nur Befehlsempfänger gewesen sei.